# Sandjordtunga
Sandjordtunga (Geoglossum arenarium) är en svampart som först beskrevs av Emil Rostrup, och fick sitt nu gällande namn av Lloyd 1916. Sandjordtunga ingår i släktet Geoglossum och familjen Geoglossaceae.  Arten är reproducerande i Sverige. Inga underarter finns listade i Catalogue of Life.